# Мередіт (Нью-Йорк)
Мередіт (англ. Meredith) — місто (англ. town) в США, в окрузі Делавер штату Нью-Йорк. Населення — 1484 особи (2020).

## Демографія
Згідно з переписом 2010 року, у місті мешкало 1529 осіб у 628 домогосподарствах у складі 431 родини. Було 894 помешкання
Расовий склад населення:
| - 95,2 % — білих - 1,5 % — азіатів - 0,7 % — чорних або афроамериканців - 0,5 % — корінних американців - 0,1 % — вихідців з тихоокеанських островів |

До двох чи більше рас належало 1,8 %. Частка іспаномовних становила 1,9 % від усіх жителів.
За віковим діапазоном населення розподілялося таким чином: 18,3 % — особи молодші 18 років, 64,5 % — особи у віці 18—64 років, 17,2 % — особи у віці 65 років та старші. Медіана віку мешканця становила 46,9 року. На 100 осіб жіночої статі у місті припадало 99,6 чоловіків;  на 100 жінок у віці від 18 років та старших — 97,6 чоловіків також старших 18 років.
Середній дохід на одне домашнє господарство  становив 77 490 доларів США (медіана — 55 268), а середній дохід на одну сім'ю — 84 421 долар (медіана — 68 942). Медіана доходів становила 44 191 долар для чоловіків та 29 950 доларів для жінок. За межею бідності перебувало 9,6 % осіб, у тому числі 6,7 % дітей у віці до 18 років та 4,1 % осіб у віці 65 років та старших.
Цивільне працевлаштоване населення становило 907 осіб. Основні галузі зайнятості: освіта, охорона здоров'я та соціальна допомога — 23,8 %, роздрібна торгівля — 12,2 %, виробництво — 11,2 %.